# 高松市歌
「高松市歌」（たかまつしか）は、日本の香川県高松市が1912年（明治45年）に制定した市歌である。以下の同名楽曲が存在する。
1. 高松市歌（その一）。作詞・三土忠造、作曲・楠美恩三郎。
2. 高松市歌（その二）。作詞・堀沢周安、作曲・岡野貞一。

高松市役所において市歌として制定されたものは上記の2曲だが、高松市参事会発行の読本『高松唱歌』では次の1曲が追加されている。
1. 高松市歌（その三）。作詞・赤松景福、作曲・川添安蔵。

## 解説
1910年（明治43年）に宇高連絡船の定期就航と合わせて高松駅の駅舎を高松港寄りで新築移転することを記念し、同年4月から市歌の制定作業を開始した。
作詞・作曲は2曲いずれも依頼によるもので、その一は後に文部大臣や鉄道大臣を歴任した地元政治家の三土忠造が、その二は香川県師範学校の国語教諭に在職していた堀沢周安がそれぞれ作詞した。特に、堀沢はその後も「丸亀市歌」や「坂出市歌」「多度津町歌」など県内の市町歌を何篇も作詞している。
発表演奏は1912年（明治45年）6月5日に高松城（現在の玉藻公園）で開催された。市では『広報たかまつ』2009年（平成21年）12月号など発行物では不定期に市歌を取り上げる場合があるが、市の公式サイトでは一切紹介されておらず「使用については把握していない」として、公的行事で演奏されることも無くなっている。
市歌（その一）と（その二）は歌詞、旋律のいずれも著作権の保護期間を満了し、パブリックドメインとなっている。

## 読本『高松唱歌』
高松市参事会では上記の2曲に加えて国文学者の赤松景福（1864年 - 1948年）に作詞、香川師範学校音楽教諭の川添安蔵に作曲を依頼した「高松市歌（その三）」を追加して『高松唱歌』と題した読本へ収録し、市歌制定の前年に当たる1911年（明治44年）にこの3曲を市内の尋常小学校で教える唱歌として文部省への検定申請を行った。
文部省の認可は1912年（明治45年）2月1日付の官報第8590号で告示され、その後の6月に前述の発表演奏会が行われたが『高松唱歌』で追加された「その三」は当初から「その一」「その二」とは対照的に公式の市歌としては認められておらず、1938年（昭和13年）刊の『高松市史』をはじめ市の公的な出版物ではオミットされている。

## 備考
高松市では市歌（その一、その二）に加えて第二次世界大戦中の1942年（昭和17年）に「高松市民の歌」（作詞・小川木南、作曲・中山晋平）を制定した。この「市民の歌」では制定時の世相を反映した「東亜の秩序」のような歌詞が含まれているが、従来の市歌（その一）の3番に見られる皇国史観を反映した「御国のために」を含めて戦後も特に歌詞は見直されていない。